# Surinaamse parlementsverkiezingen 2020/Kandidatenlijst/VVD
Dit is de lijst van kandidaten voor de Surinaamse parlementsverkiezingen in 2020 van de VVD. De verkiezingen vonden plaats op 25 mei 2020. De landelijke partijleider is Alice Amafo.
De onderstaande deelnemers kandideren op grond van het districten-evenredigheidsstelsel voor een zetel in De Nationale Assemblée. Elk district heeft een eigen lijsttrekker. Los van deze lijst vinden tegelijkertijd de verkiezingen van de ressortraden plaats. Daarvoor geldt het personenmeerderheidsstelsel. De kandidaten voor de ressortraden staan hieronder niet genoemd.

## Lijsten
Hieronder volgen de kandidatenlijsten op alfabetische volgorde per district.

### Marowijne
1. Gregory Aliamale
2. Ke-Jenette Martinus

### Para
1. Hans Sabajo
2. Siela Ronoidjojo

### Paramaribo
1. Alice Amafo
2. Radjinderkoemar Balgobind
3. Conchita Dunker
4. Regillio Talea
5. Samuel Abisoina
6. Miquel Sebico
7. Esmee Jozua
8. Philiciano Karijodikromo
9. Albertus Poeketie
10. Shivan Kalika
11. John Brei
12. Harvey Menasse
13. Rachel Prika
14. Irene van Troon
15. Mariska Kolli
16. Clarence Richmond
17. Amit Sewradj

### Wanica
1. Deborah Apensa
2. Sarah Boejharat
3. Sabine Durgaram
4. Floyd Pinas
5. Akshey Ramphal
6. Romano Parijs
7. Janine Kross

Kandidaten per partij: A20 · 
ABOP · 
BEP · 
DA'91 · 
DNW · 
DOE · 
HVB · 
NDP · 
NPS · 
PALU · 
PL · 
PRO/APS · 
SDU · 
SPA · 
STREI! · 
VHP · 
VVD
Kandidaten per district: Brokopondo · 
Commewijne · 
Coronie · 
Marowijne · 
Nickerie · 
Para · 
Paramaribo · 
Saramacca · 
Sipaliwini · 
Wanica